# Dendrobium bostrychodes
Dendrobium bostrychodes, vrsta ohrideje s otoka Bornea. Epifit s nadmorske visine mora, opisan 1880.

## Sinonimi
- Dendrobium hallieri J.J.Sm.